# Euphyia subalbata
Euphyia subalbata là một loài bướm đêm trong họ Geometridae.